# Christine Sundberg
Christine Margaretha Sundberg, född 5 februari 1837 i Kalmar, död 20 januari 1892 i Paris, var en svensk målare.

## Biografi
Christine Sundberg var dotter till tobaksfabrikören Carl Peter Sundberg och Petronella Wetterström samt faster till Anna Margaretha von Strussenfelt. Sundberg studerade först konst vid Elise Brandts ritnings- och målningsinstitut för fruntimmer 1857 och när Konstakademien 1864 öppnades för kvinnliga elever sökte hon sig dit. 
Vid akademien fick hon studera för Johan Fredrik Höckert och Johan Christoffer Boklund och hon belönades 1865 med en medalj för sina arbeten. Liksom akademikamraten Helena Millde fortsatte hon sin utbildning för Ferdinand Fagerlin i Düsseldorf 1867 innan hon 1868 reste vidare till Paris där hon studerade för Thomas Couture, Jean-Baptiste-Ange Tissier, Gustave Courtois, Antoine Vollon och Filippo Colarossi. 
Efter sina studier bestämde hon sig för att bosätta sig i Frankrike och med några enstaka besök i Sverige kom hon att arbeta och bo i Frankrike fram till sin död. 
Efter att hon drabbade av en ögonskada som hämmade hennes skapande studerade hon kopiering och tavelkonservering för Briotet, hennes kopieringsmålningar uppmärksammades och hon var under flera år anlitad av Louvren som konservator och kopist. Hon medverkade i Konstakademiens utställning 1873, Jeu-de-Paumemuseets utställning 1874 där hennes konst berömdes samt i ett flertal Parissalonger från 1869. Hon fick målningar antagna till Världsutställningen 1878 och Världsutställningen 1889. 
I Sverige medverkade hon i Norrlands konstförenings utställningar i Söderhamn och Sundsvall 1885 samt konstutställningen i Göteborg 1891. Hon fick sälja några verk till Stockholms konstförening men förblev ganska okänd i Sverige och större delen av hennes produktion återfinns i Frankrike. I Paris blev hon tack vare sina goda ekonomiska omständigheter ofta ett stöd för behövande konstnärsvänner. 
En minnesutställning med hennes konst visades i Kalmar 1926. Hennes tidiga konst består av historiemålningar men efter Düsseldorf perioden blev det mer folklivsscener samt genrebilder och i Paris blev det främst stilleben och porträtt. Förutom olika museer i Frankrike är Sundberg representerad vid Kalmar konstmuseum.

## Bildgalleri

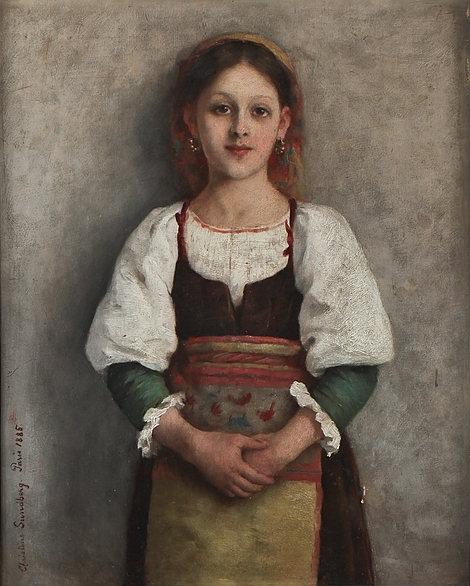
Porträtt, 1885
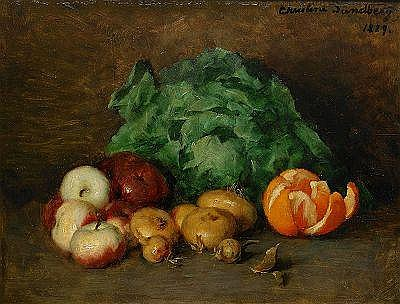
Nature morte, 1889
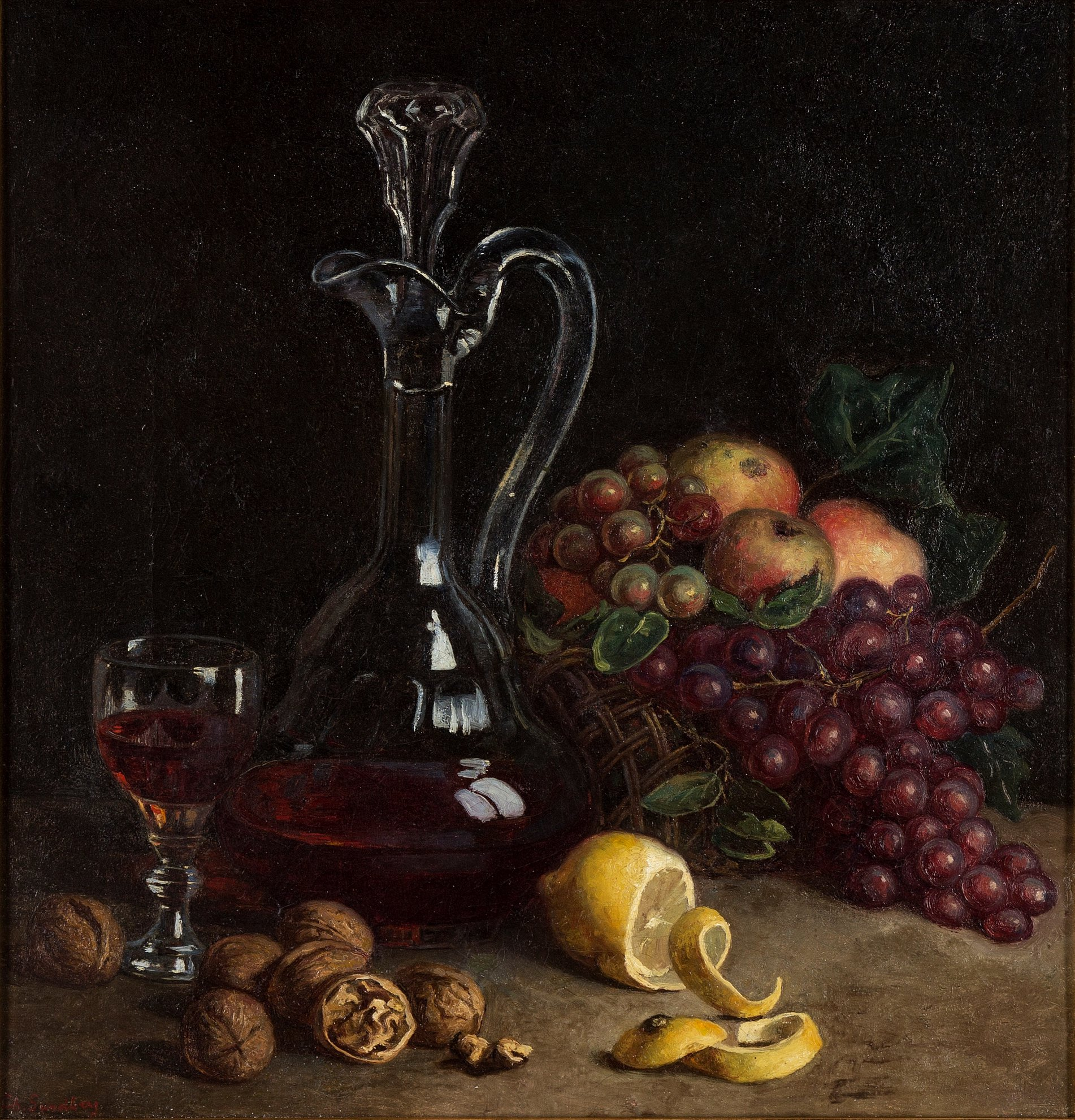
Stilleben, u. å.